# Tibetaanse diaspora
De Tibetaanse diaspora verwijst naar de verspreiding van Tibetanen buiten Tibet. Deze verspreiding kwam in 1950 op gang, toen het Volksbevrijdingsleger Tibet binnenviel en er het bestuur in handen nam. Sinds 1959 werden 54 vluchtelingenkampen opgezet in India, Nepal en Bhutan. Hieronder bevonden zich 11 handwerk-, 26 agrarische en 17 agro-industriële nederzettingen. Dit gebeurde door de regeringen van de genoemde landen, die daarbij onder meer hulp kregen van de hoge commissaris voor de Vluchtelingen van de Verenigde Naties. Begin jaren 60 was Zwitserland het eerste land dat aanbood de buurlanden van Tibet te ontlasten en vluchtelingen van hen over te nemen in eigen land. Daarna volgden Canada en andere landen in de wereld.
De meeste Tibetanen verlieten Tibet uit eigen keuze en werden niet door de Chinese autoriteiten verbannen. Wel zijn er Tibetanen naar andere delen binnen de Volksrepubliek China verbannen, zoals de schrijfster Woeser, die Tibet werd uitgezet nadat ze zich positief over de veertiende dalai lama Tenzin Gyatso had uitgelaten. Ook zijn diverse mensen voor langere tijd gevangengezet, zoals de oprichter van de Tibetaanse Communistische Partij, Püntsog Wangyal. Hoewel Woeser niet naar het buitenland mocht reizen, werd aan veel inwoners van China eind jaren 90 en de jaren 2000 wel een paspoort uitgereikt. Een voorbeeld hiervan is Alan Dawa Dolma, een zangeres van Tibetaanse afkomst die vooral heel populair is in Japan.

## Geschiedenis

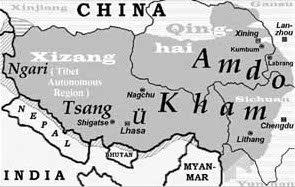
De oorspronkelijke provincies U-Tsang, Kham en Amdo

Tibet kende in de geschiedenis verschillende groottes in territoria en bestreek in de afgelopen vijfhonderd jaar het grootste gebied onder de twee grote dalai lama's: Ngawang Lobsang Gyatso (de vijfde - 1617-1682) en Thubten Gyatso (de dertiende - 1876-1933). Zij veroverden gebieden tot Dajianlu en Derge. Toen de invasie van Tibet van het Volksbevrijdingsleger op 7 oktober 1950 Centraal Tibet (later TAR genaamd) bereikte, waren andere gebieden binnen de Tibetaanse invloedssfeer inmiddels onder het bestuur van Mao Zedong gekomen. De maoïstische hervormingen in onder andere de Tibetaans boeddhistische kloosters hadden daar inmiddels aanleiding gegeven tot groepen vluchtelingen die maar naar de hoofdstad Lhasa trokken. In die tijd vertrokken ook al enkele Tibetanen naar andere landen.
Op 5 maart 1959 nodigde de Chinese commandant de veertiende dalai lama Tenzin Gyatso uit voor een uitvoering van een dansgroep in zijn hoofdkwartier. Bij de Tibetaanse bevolking ontstond hierdoor het gerucht dat de militairen hem gevangen wilden nemen. Deze gebeurtenis escaleerde uiteindelijk tot de opstand in Tibet van 1959 en de vlucht van de dalai lama naar India. De Chinese autoriteiten breidden hierna in korte tijd het militaire apparaat uit tot 160.000 manschappen. Nadat de elfde pänchen lama Chökyi Gyaltsen zich in een toespraak kritisch over de Chinese bezetting had uitgelaten, zetten ze hem van 1962 tot 1976 in een heropvoedingsprogramma.
Een grote stroom vluchtelingen kwam de dalai lama achterna in deze tijd en de jaren die erop volgden. Algemene redenen om Tibet te verlaten waren armoede, gebrek aan gewenst onderwijs voor de kinderen en het ontzeggen van het recht op het beoefenen van religie in Tibet. Verder zijn er veel Tibetanen die het land hebben verlaten uit principe, om dicht bij de dalai lama te zijn of om te ontkomen aan politieke of religieuze vervolging. Niettemin waren er ook Tibetanen die na het volgen van opleiding weer terugkeerden. Ook sturen sommige ouders hun kinderen voor opleiding naar Dharamsala, waarna ze later weer terugkwamen.
Aangezwengeld door de opstanden in Tibet tussen 1987 en 1993 ontstond er in dit decennium tot 1996 opnieuw een grootschalige exodus, waardoor alleen al in India de ballingsoorden groeiden met 18%.

### Ballingen voor 1950
Omgekeerd waren er ook Tibetanen die Tibet ontvluchtten voordat het Volksbevrijdingsleger het bestuur overnam. De bekendste van hen is mogelijk Gendün Chöpel. Hij was kunstenaar en schrijver en reisde naar India waar hij ontdekte dat de wereld buiten Tibet grote veranderingen onderging. Hij spiegelde het aan Tibet dat stagneerde omdat het aan oude waarden vasthield. Bij terugkeer naar Tibet werd hij als staatsgevaarlijk bestempeld en enkele jaren in de kerkers van het Potala opgesloten. Over hem verschenen en enkele boeken en maakte Luc Schädler in 2005 de documentaire Angry Monk. Andere Tibetanen die voor het Tibetaanse bestuur in die tijd vluchtten waren bijvoorbeeld Ponda Rabga en Thubten Kunphela die de Verbeteringspartij Tibet hadden opgericht. Het betrof hier een tiental rebelse Tibetanen die zich vooral ophielden in Kalimpong in India.
Aanhangers van het communisme werkten vooral vanuit Nanking in China, waar Püntsog Wangyal en Ngawang Kesang de Tibetaanse Communistische Partij oprichtten in de jaren 40.

## Mensenrechten en vluchtslachtoffers

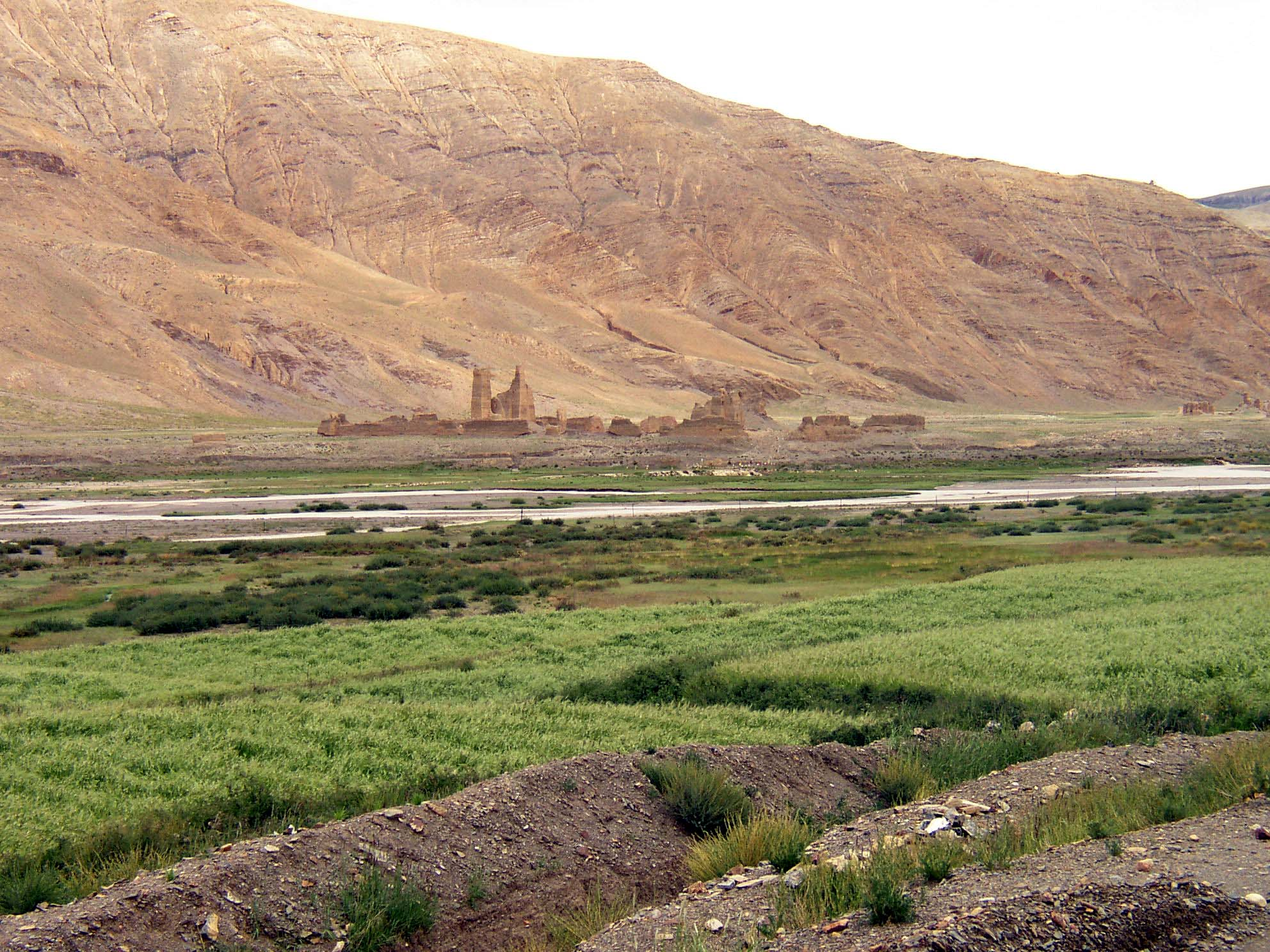
Verwoest Tibetaans klooster

Resolutie 1723 van de Algemene Vergadering van de Verenigde Naties van 20 december 1961 bracht de grootschalige exodus uit Tibet in verband met de schending van de mensenrechten in Tibet en de onderdrukking van de Tibetaanse cultuur en religie (boeddhisme en bön). De Algemene Vergadering maande China ook in andere resoluties op de rechten van burgers in Tibet te respecteren, zoals in resolutie 1353 in 1959 en in resolutie 2079 in 1965.
Veel Tibetanen bezweken aan verwondingen en barre weersomstandigheden tijdens de vlucht die meestal liep via het Himalaya-gebergte. Vervolgens werd bij aankomst het hoogteverschil, de verandering in klimaat en het verschil in voedsel veel vluchtelingen fataal. Onder de slachtoffers die de grote verschillen niet verdroegen, waren vooral kinderen.

## Tibetaanse ballingsoorden
Volgens demografisch onderzoek uit 1998 van de Tibetaanse regering in ballingschap zouden er rond 111.000 Tibetanen in ballingschap wonen. Dit getal is waarschijnlijk slechts een deel van het werkelijke aantal, gezien het alleen Tibetanen weergeeft die zelf zijn gevlucht en hun kinderen en kleinkinderen niet zijn meegeteld. Ook zijn er nadien nog veel Tibetanen gevlucht. Het Zwitserse dagblad Le Courrier had het in 2009 over driemaal zoveel Tibetanen in Nepal, namelijk 40.000 in plaats van 14.000; andere bronnen schatten het aantal inwoners met Tibetaanse ouders of grootouders in Nepal zelfs tot maximaal 60.000. Ook is het onmogelijk alle Tibetanen in beeld te krijgen, gezien ze zich over de gehele wereld hebben verspreid.
Naar schatting 70.000 ballingen leven in de jaren 2000 nog in speciaal daarvoor aangelegde nederzettingen. In maart 2002 werden een deel van de 85.000 Tibetaanse ballingen binnen de verschillende nederzettingen verplaatst, waarna er nog 29 overbleven op het Indiase continent met 79.000 bewoners. Nepal had toen nog tien nederzettingen met een kleine 5000 inwoners en Bhutan kende toen nog zeven nederzettingen met 1600 mensen.
| Land                       | aantal |
| -------------------------- | ------ |
| India                      | 85.000 |
| Nepal                      | 14.000 |
| Bhutan                     | 1.600  |
| Taiwan                     | 1.000  |
| Verenigde Staten en Canada | 7.000  |
| Zwitserland                | 1.500  |
| Rest van Europa            | 750    |
| Australië en Nieuw-Zeeland | 220    |

### India
India verwelkomde de meeste Tibetanen, waaronder de veertiende dalai lama Tenzin Gyatso die in McLeod Ganj (Boven Dharamsala) de Tibetaanse regering in ballingschap (kashag) vestigde. In India werden in totaal 64 scholen gebouwd. Veel Tibetanen vonden werk vooral in de spoorwegbouw. Voor de ruimhartige opvang van vluchtelingen uit Tibet ontving het volk van India in 2001 de Light of Truth Award van de International Campaign for Tibet. De prijs werd door de veertiende dalai lama overhandigd aan de toenmalige president Ramaswamy Venkataraman.

#### Dharamsala

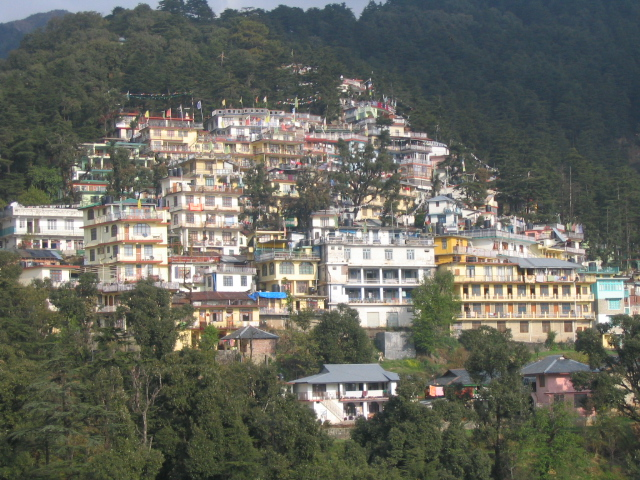
McLeod Ganj, zetel van de dalai lama, de Tibetaanse regering in ballingschap en veel Tibetaanse instituties

Met de komst van de dalai lama naar Dharamsala kwamen er naast zijn regering ook andere instituties, zoals het Tibetaans parlement in ballingschap, het Tibetaans Instituut voor Podiumkunsten, de Library of Tibetan Works and Archives en het Norbulingka-instituut. Ook zijn in Dharamsala meerdere Tibetaanse organisaties gevestigd, zoals het Tibetaans Jeugdcongres, de Gu-Chu-Sum, het Amnye Machen-instituut en de Tibetaanse kinderdorpen.
Verder zijn er in Dharamsala verschillende boeddhistische centra en kloosters nagebouwd die zich in ook in Tibet bevinden, zoals vestigingen van het Namgyal- en Nechung-klooster, het kleinere klooster Gompa Dip Tse-Chok Ling en de stoepa Mani Lakhang.
Bekende Tibetanen in India zijn onder meer de verschillende politici in ballingschap, boeddhistische tulku's en andere geestelijken, enkele familieleden van de dalai lama, verschillende activisten en voetballers in het Tibetaans voetbalelftal. Anderen zijn onder meer de acteur en lama Orgyen Tobgyal en geschiedkundige en oud-minister Wangchug Deden Shakabpa. Verder organiseren ballingsoorden ook Westers entertainment, inclusief de verkiezing van Miss Tibet en andere evenementen.
| Nederzetting             | Stad         | Staat             |
| ------------------------ | ------------ | ----------------- |
| Bir Chauntra / Nangchen  | Bir          | Himachal Pradesh  |
| Bir Dege                 | Bir          | Himachal Pradesh  |
| Bir Tibetan Society      | Bir          | Himachal Pradesh  |
| geïntegreerd             | Bomdila      | Arunachal Pradesh |
| Choephelling             | Miao         | Arunachal Pradesh |
| Dalhousie                | Chamba       | Himachal Pradesh  |
| geïntegreerd             | Darjeeling   | West-Bengalen     |
| Dekyiling                | Dehradun     | Uttarakhand       |
| geïntegreerd             | Dharamsala   | Himachal Pradesh  |
| Dhargayling              | Tezu         | Arunachal Pradesh |
| Dhondenling              | Kollegal     | Karnataka         |
| Dhondupling              | Clement Town | Uttarakhand       |
| Dickyi Larsoe            | Bylakuppe    | Karnataka         |
| Doeguling                | Mundgod      | Karnataka         |
| Doeguyougyelling         | Herbertpur   | Uttarakhand       |
| geïntegreerd             | Gangtok      | Sikkim            |
| Gapa Tibetan Society     | Kumrao       | Himachal Pradesh  |
| geïntegreerd             | Kalimpong    | West-Bengalen     |
| Kham Khatok              | Sataun       | Himachal Pradesh  |
| Kunphenling              | Ravangla     | Sikkim            |
| Lingtsang                | Munduwala    | Uttarakhand       |
| Lugsung Samdupling       | Bylakuppe    | Karnataka         |
| Norgayling               | Bandhara     | Maharashtra       |
| Palrabling               | Kullu        | Himachal Pradesh  |
| Paonta Choelsum          | Paonta Sahib | Himachal Pradesh  |
| Phendeling               | Mainpat      | Chhattisgarh      |
| Phuntsokling             | Gajapati     | Odisha            |
| Rabgayling               | Hunsur       | Karnataka         |
| Sakya Tibetan Society    | Puruwala     | Himachal Pradesh  |
| geïntegreerd             | Samyeling    | Delhi             |
| geïntegreerd             | Shillong     | Meghalaya         |
| Sonamling                | Choglamsar   | Ladakh            |
| Tashijong                | Bir          | Himachal Pradesh  |
| Tashiling Tibetan Camp   | Pandoh       | Himachal Pradesh  |
| Tashiling                | Sonada       | West-Bengalen     |
| Tenzingang               | Bomdila      | Arunachal Pradesh |
| Tibetan Bonpo Foundation | Dolanji      | Himachal Pradesh  |
| geïntegreerd             | Tuting       | Arunachal Pradesh |
| Yangchen Gatselling      | Shimla       | Himachal Pradesh  |

### Nepal
Nepal ontving na India de meeste Tibetaanse ballingen, waarvan de meesten zich vestigden rondom Pokhara en de hoofdstad Kathmandu. De ballingen kwamen bijna allemaal al in de jaren 50 en 60 hiernaartoe en hebben inmiddels kinderen en kleinkinderen. Er zijn weinig nieuwe vluchtelingen die zich later nog in Nepal vestigden. In Kathmandu maakte koning Mahendra speciaal land vrij waar Tibetaanse vluchtelingen konden wonen en gewassen konden verbouwen. Mahendra was een voorstander van Tibetaanse onafhankelijkheid en zag China als een bedreiging. In deze tijd hielp ook het Rode Kruis en buitenlandse ambassades met de opvang van vluchtelingen. In Nepal werden er 14 scholen gebouwd.
Al van oudsher is er een sterke culturele band tussen Tibet en Nepal. In het verleden trokken bijvoorbeeld veel etnische stammen en groepen naar Nepal, zoals de sherpa's. Ook hebben beide volken in het verleden altijd veel handel met elkaar gedreven en liep een van de zijderoutes van Tibet via Kathmandu naar India. Niettemin kenden beide staten in het verleden ook verschillende conflicten, zoals in 1788 en 1791 toen de Gurkha's tot tweemaal Tibet binnenvielen en in 1854 nogmaals.

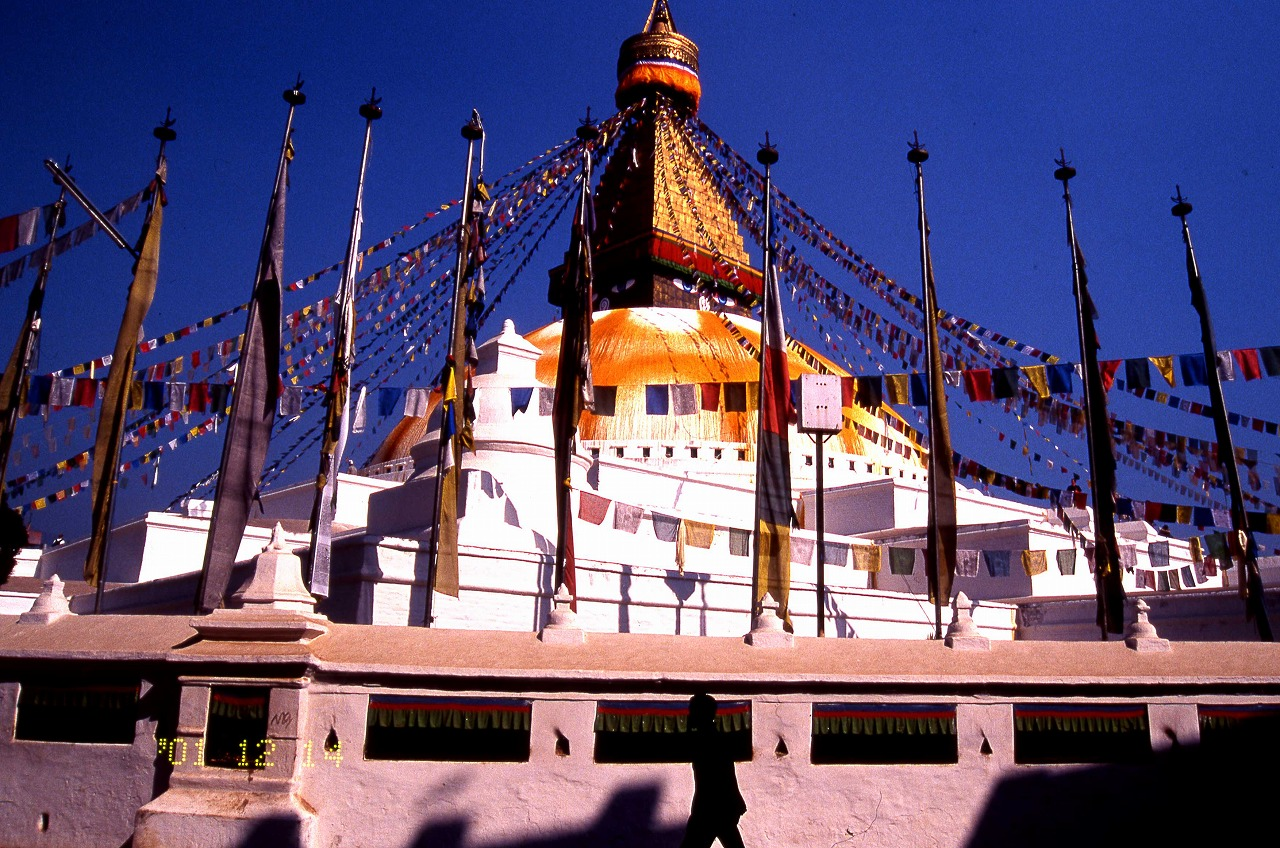
De stoepa Bouddhanath

In districten als Mustang en Langtang wonen ook mensen van gedeelde Tibetaanse-Nepalese herkomst en meer dan 60.000 mensen in Nepal spreekt Tibetaans. In Nepal lopen het Tibetaans boeddhisme en het Nepalees hindoeïsme dwars door elkaar heen en is naar schatting tien procent van de bevolking volgeling van het boeddhisme. Boeddha wordt door Hindoes in Nepal ook wel gezien als de negende incarnatie van Vishnoe. In Bouddhanath, de grootste stoepa ter wereld, doen zowel Hindoes als boeddhisten zij aan zij hun gebed en maken ze beide ceremoniële rondgangen rond de stoepa. De bouw van Bouddhanath en andere tempels werden grotendeels gefinancierd door Tibetaanse ballingen die al het geld dat ze overhielden opzij legden voor de tempels.
In Thamel, het toeristengebied van Kathmandu, zijn verschillende Tibetaanse ondernemers gevestigd en staan er verschillende Tibetaanse hotels en restaurants. De aanwezigheid van de Tibetaanse cultuur droeg bij aan de lokale economie, met onder andere de handel in Tibetaanse gebedsvlagen gebedsmolens, tapijten, thangka's en andere souvenirs. Een Tibetaan in Nepal die bekendheid kreeg, was bijvoorbeeld de acteur Jampa Kälsang.
Tot medio jaren 90 was het vrij gemakkelijk voor Tibetaanse vluchtelingen om een Nepalees paspoort te krijgen. Daarna veranderde dit en werden ze aan een onderzoek onderworpen om hun nagrita-status vast te stellen.

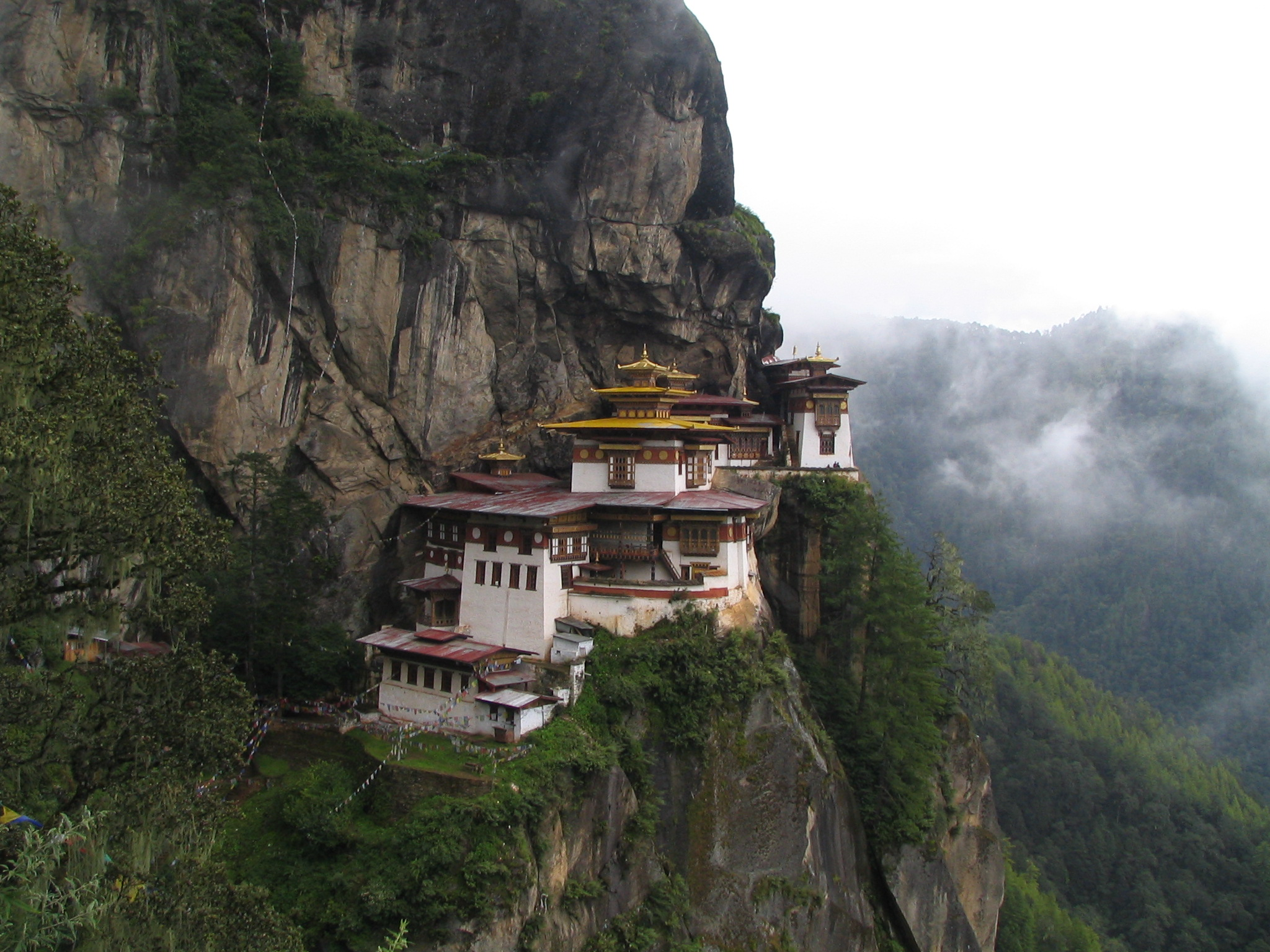
Taktshang-klooster

| Nederzetting       | stad/regio   | functie               |
| ------------------ | ------------ | --------------------- |
| Delekling          | Solukhumbu   | landbouw              |
| Dorpatan           | Baglung      | landbouw              |
| Jampaling          | Pokhara      | landbouw              |
| Namgyeling         | Mustang      | landbouw              |
| Paljorling         | Pokhara      | landbouw en industrie |
| Rasuwa             | Dunche       | landbouw en industrie |
| Samdupling         | Kathmandu    | landbouw en industrie |
| Walung             | Taplejung    | landbouw en industrie |
| Tashi-Palkhiel     | Pokhara      | landbouw en industrie |
| Tashiling          | Pokhara      | landbouw en industrie |
| Chorten & Jorpatti | geïntegreerd |                       |
| Gyalsa & Phakshing | geïntegreerd |                       |

### Bhutan
In juni 1962 kwamen de premier van Bhutan, de politiek bewindvoerder van Sikkim en de veertiende dalai lama overeen dat de regering van Bhutan land beschikbaar stelde voor de opvang van 3000 vluchtelingen. Ook werden er vier scholen gebouwd. De kosten voor de nederzettingen in Bhutan nam India voor haar rekening nam. De meeste nederzettingen hebben een klein klooster, een basisschool en een dokterspost.
Het geïmproviseerde leven viel veel vluchtelingen in het begin zwaar. Het belangrijkste werk was landbouw, wat in de decennia erna zo zou blijven. Met hulp van de regering werden ze na korte tijd zelfvoorzienend. Het land dat hen aangeboden was, was echter met het groeiende aantal vluchtelingen te klein om blijvend in de voedselbehoefte te voorzien, waardoor een deel van de Tibetaanse gemeenschap in 1981 besloot te emigreren naar India; de helft van de Tibetaanse gemeenschap besloot in Bhutan te blijven.
| Nederzetting     | stad/regio |
| ---------------- | ---------- |
| Kunpheling       | Karche     |
| Namling          | Badgarnang |
| Yidmonling       | Lhongtso   |
| Raptenling       | Jigmenang  |
| Kunga-Rabtenling | Khasakha   |
| Kelsangling      | Bhumthang  |
| Kungaling        | Pado       |

### Europa
Zwitserland was het eerste land dat de buurlanden van Tibet aanbood onderdak te bieden en nam een grote groep Tibetaanse vluchtelingen op. Sinds het begin van de jaren 60 werd in twintig jaar tijd duizend Tibetanen onderdak geboden. Ouderen werd een baan als fabrieksarbeider geboden en jongeren kregen de kans om opleiding te volgen. Tibetanen in Zwitserland die bekendheid kregen waren onder meer de zangeres van mantra's Dechen Shak-Dagsay en musicus en entertainer Loten Namling.
De eerste Tibetaan die in Europa kwam, was waarschijnlijk Mary Bogle in het Verenigd Koninkrijk; zij was de dochter van George Bogle (1747-1781) en een Tibetaanse vrouw uit Shigatse. Een andere was Rinchen Lhamo, de vrouw van de consul van Dartsedo (Kangding), Louis Magrath King. Zij trokken beiden naar het Verenigd Koninkrijk en werd zij de eerste Tibetaan die een boek over Tibet in 1926 in het Engels uitbracht.

### Noord-Amerika
Enkele bekende Tibetanen in de Verenigde Staten zijn de boeddhistisch kunstenaar Lobsang Samten, actrice uit Seven Years in Tibet Lhakpa Tsamchoe en zangeres Alan Dawa Dolma.
Een bekend activist uit de VS is de voorzitter van het Tibetaans Jeugdcongres Tsewang Rigzin; een bekend activiste uit Canada is Lhadon Tethong van Students for a Free Tibet. Verder trokken veel boeddhistische geestelijken naar Noord-Amerika, zoals Khenchen Pälden Sherab en Khenpo Tsewang Dongyal die samen het Padmasambhava Buddhist Center oprichtten.
In de Verenigde Staten verbreidden Tibetanen zich voornamelijk over drie gebieden: het noordoosten, het Grote Merengebied en het westen.

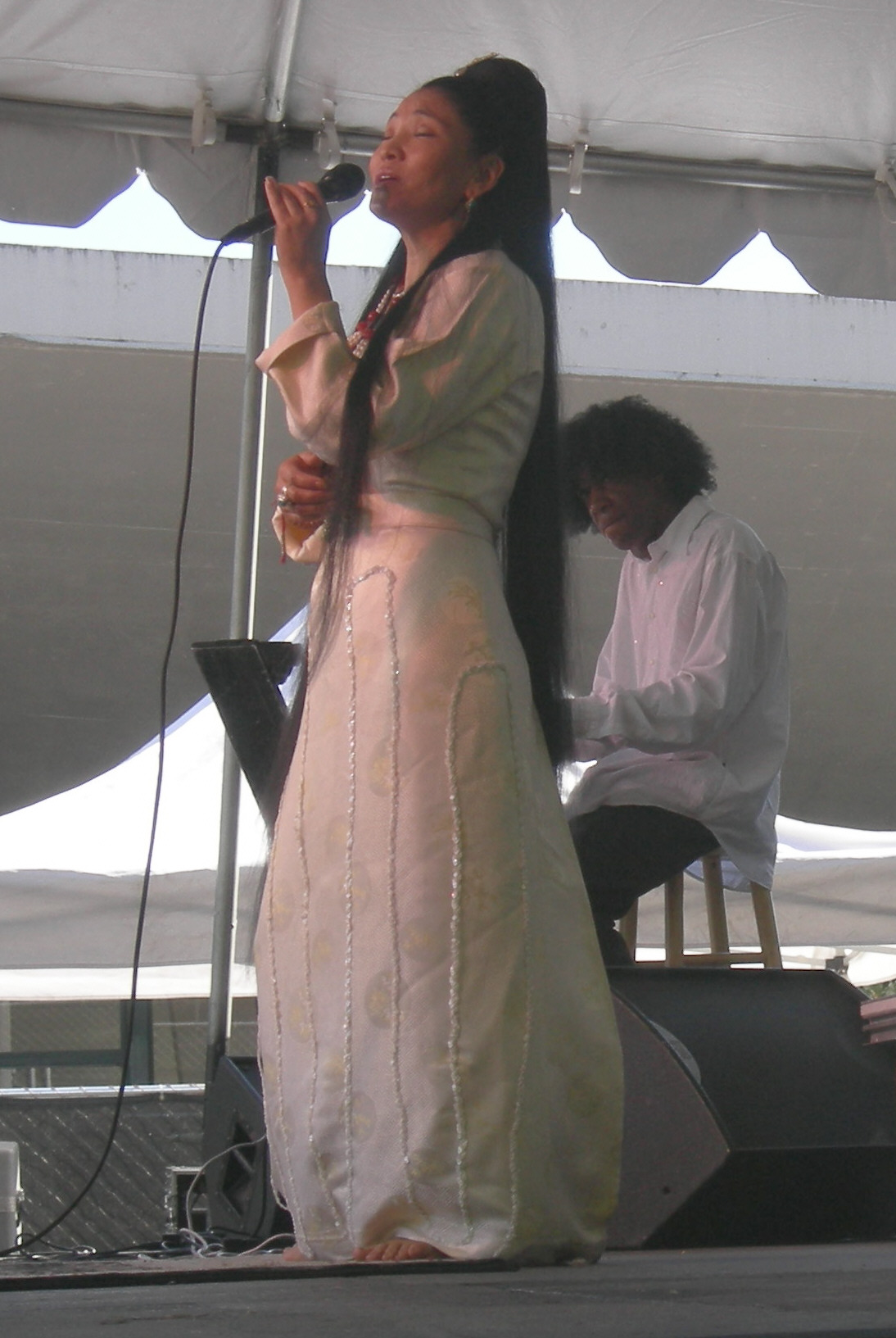
Alan Dawa Dolma

Noordoost-AmerikaDe gemeenschappen van Tibetaanse Amerikanen in het noordoosten van de Verenigde Staten bevinden zich voornamelijk in Boston en Amherst in de staat Massachusetts, New York en Ithaca in de staat New York, Washington D.C. (voornamelijk Rockville) en in de staten Vermont, Connecticut, New Jersey en het noorden van Virginia. In New York en New Jersey wonen Tibetanen voornamelijk tussen de gemeenschappen van indianen, in het bijzonder in de wijk Jackson Heights in Queens.
Grote MerenIn het Grote Merengebied bevinden Tibetanen zich voornamelijk in Chicago en in de staten Minnesota, Ohio, Indiana, Wisconsin en Michigan. Er is een cultureel centrum in Bloomington (Indiana). Hier was Thubten Jigme Norbu, de broer van de veertiende dalai lama, langere tijd hoogleraar Tibetaanse cultuur en boeddhisme aan de Universiteit van Indiana.
In Minnesota bevindt zich de op een na grootste gemeenschap van Tibetanen in de VS.
Westelijk AmerikaIn het westen van de Verenigde Staten bevinden Tibetaanse gemeenschappen zich voornamelijk op verschillende locaties in Southern California, Berkeley, Seattle en Portland. Verder hebben Tibetanen zich verbreid over de staten Washington, Montana, New Mexico, Utah en Colorado. In Seattle wordt jaarlijks het festival Tibet Fest gehouden.
ColoradoColorado kent een van de hoogste concentraties van Tibetanen in Noord-Amerika. Hier betreft het in het bijzonder de steden Boulder, Colorado Springs, Douglas County en Crestone. De staat herbergt onder meer de Naropa-universiteit die ten westen van Castle Rock werd opgericht door Chögyam Trungpa.
In Camp Hale in Colorado werden in de jaren 60 de guerrilla's van de Chushi Gangdruk opgeleid door de CIA. Deze plek werd uitgekozen vanwege de gelijkenissen tussen de Rocky Mountains en het Tibetaans Hoogland.

## Politiek
De veertiende dalai lama richtte in Dharamsala de Tibetaanse regering in ballingschap op.
Aanvankelijk stond hij zelf aan het hoofd van de regering. In 2011 legde hij zijn politieke taken neer, waardoor deze door de kalön tripa (premier) wordt uitgeoefend. Hierdoor werd Lobsang Sangay in 2011 als kalön tripa de eerste democratisch gekozen leider van de Tibetanen.

## Filmografie
Escape from Tibet is een documentaire van Nick Gray uit 1997. Hierin wordt de vlucht van 2500 km lengte in beeld gebracht van een groep Tibetanen die over de Himalaya naar India vluchtte. Een film die Tibetaanse vluchtelingen tot onderwerp heeft is Dreaming Lhasa van Ritu Sarin en Tenzin Sönam uit 2005. Aan deze film werkte Richard Gere mee als een van de uitvoerende producers.